# Fluoroacétamide
Le fluoroacétamide est un composé chimique de formule FCH2CONH2. Il s'agit d'un solide incolore, soluble dans l'eau. Dérivé fluoré de l'acétamide CH3CONH2, il peut être obtenu en faisant réagir du fluoroacétate de sodium FCH2COONa ou du chlorure de fluoroacétyle FCH2COCl avec de l'ammoniac NH3, ou encore par fluoration du chloroacétamide ClCH2CONH2 sous l'effet du fluorure de potassium KF.
C'est un poison, autrefois utilisé comme rodenticide, qui bloque le cycle de Krebs par inhibition enzymatique de l'aconitase une fois converti en acide fluorocitrique HOOC–CHF–COH(COOH)–CH2–COOH par la citrate synthase.